# Zoubi Doubi
Zoubi Doubi (Zerby Derby) est une série télévisée anglo-canadienne en 26 épisodes créée par Phil McCordic, et diffusé aux États-Unis sur Sprout, au Canada sur TFO, et en France sur Piwi+.

## Synopsis
Les aventures des véhicules télécommandés Zack, Lily, Rex et Axle alors qu'ils se lancent dans des aventures de traversée des cours d'eau, de construction de barrages et d'exploration de prairies, abordant chaque problème potentiel avec un enthousiasme joyeux.

## Épisodes
1. Le point de repère
2. Fiona touche le fond
3. La flaque
4. Un meilleur pont
5. Le passage dans l'eau
6. Jouons sous la pluie
7. Lili déménage
8. Le labyrinthe
9. Le bateau
10. Le garage de Bob
11. Le sentier accidenté
12. Le dilemme de la souche
13. La fosse de sable
14. Le circuit
15. Le camping de Zach
16. Le dépannage
17. Le barrage de Zoubiville
18. La grande toile
19. Entre la roche et l'eau
20. Le marais enchanté
21. Une question de profondeur
22. Estimations entre amis
23. À contre-courant
24. La vallée de gravier
25. Fiona touche le fond
26. L'allée principale

## Doublage
- Karine Gonthier-Hyndman
- Iannicko N'Doua-Légaré
- Sébastien René
- Paul Sarrasin